# Augusta da Grã-Bretanha
Augusta Frederica da Grã-Bretanha (Palácio de St. James, 31 de julho de 1737 – Hanôver Square, 23 de março de 1813) foi uma princesa britânica, neta do rei Jorge II da Grã-Bretanha e a única irmã mais velha de Jorge III do Reino Unido. Ela se tornou Duquesa de Brunsvique-Volfembutel após seu casamento com Carlos I, Duque de Brunsvique-Volfembutel. A sua filha, Carolina de Brunsvique, foi a rainha consorte do rei Jorge IV do Reino Unido.

## Primeiros anos

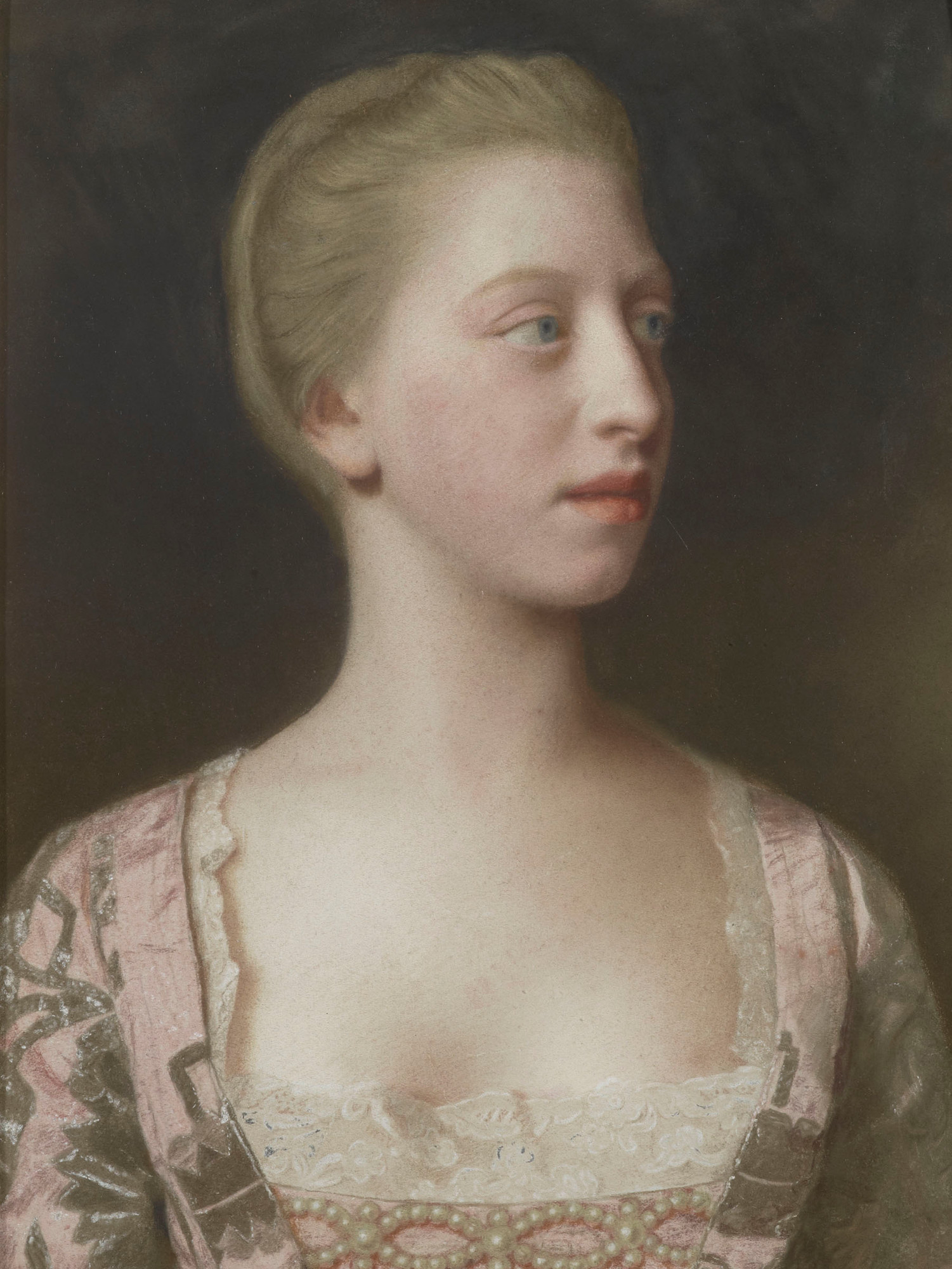
Augusta
Por Jean-Étienne Liotard, 1754
Royal Collection

A princesa Augusta Frederica de Gales nasceu no Palácio de St. James, sendo a filha primogênita de Frederico, Príncipe de Gales com Augusta, Princesa de Gales, e a primeira neta de Jorge II da Grã-Bretanha e Carolina, Rainha Consorte da Grã-Bretanha. Na época de seu nascimento, Augusta era a segunda na linha de sucessão ao trono britânico, estando atrás apenas de seu pai, mas isso mudou no ano seguinte quando seu irmão, o príncipe Jorge de Gales, futuro Jorge III do Reino Unido, nasceu.
Cinquenta dias após o seu nascimento, ela foi batizada no Palácio de St. James pelo Arcebispo da Cantuária. Os seus padrinhos foram o seu avô paterno, Jorge II, representado por seu Lord Chamberlain, e suas vós, a rainha Carolina e a Duquesa Viúva de Saxe-Gota, ambas representadas por procuradores. O seu terceiro aniversário foi comemorado pela primeira apresentação pública de “Rule, Britannia!” em Cliveden, Buckinghamshire.
 

Entre 1761 e 1762, um casamento foi discutido entre Augusta e seu primo de segundo grau, Carlos I, Duque de Brunsvique-Volfembutel. As negociações foram adiadas porque sua mãe não gostava da Casa de Brunsvique, mas esse obstáculo foi superado por uma razão descrita por Horace Walpole: 
“Lady Augusta era vivaz e muito inclinada a se intrometer na política privada da Corte. Ela [a viúva Princesa de Gales] não podia proibir as visitas frequentes de sua filha [a Lady Augusta] a Buckingham House [para visitar a rainha Carolina], mas para evitar consequências ruins, ela muitas vezes a acompanhava. A sua indolência excessiva, seu amor mais excessivo ainda pela privacidade e a sujeição de estar frequentemente com a rainha, cujo posto mais alto era uma mortificação incessante, tudo isso convergiu para torná-la decidida de qualquer forma a enviar sua filha para longe. Para obter este fim, a profusão de favores à odiada Casa de Brunsvique não foi demais. O príncipe hereditário foi convencido a aceitar a mão de Lady Augusta, com oitenta mil libras, uma anuidade de £ 5.000 por ano na Irlanda, e três mil por ano em Hanôver.” 
Em 16 de janeiro de 1764, Augusta se casou com Carlos na Capela Real do Palácio de St. James. A cerimônia foi seguida por um jantar de Estado na Leicester House, as felicitações das Casas do Parlamento, um baile oferecido pela rainha, e uma apresentação de ópera em Covent Garden. O casal partiu de Harwich no dia 26 de janeiro, dez dias após seu casamento.

## Casamento
A Duquesa de Brunsvique nunca se adaptou totalmente a sua nova vida. Ela sempre teve uma grande consideração pela Grã-Bretanha durante toda a sua vida e desconsiderou qualquer coisa “a leste do Reno”. Essa atitude não mudou com o tempo, e vinte e cinco anos após seu casamento, ela foi descrita como “totalmente inglesa em seus gostos, seus princípios e suas maneiras, a ponto de sua independência quase cínica fazer, com a etiqueta dos tribunais alemães, o contraste mais singular que conheço”.
Após sua primeira gravidez em 1764, ela retornou à Grã-Bretanha na companhia de seu marido para dar à luz seu segundo filho. Durante sua visita à Inglaterra, notou-se que o casal era aplaudido pela multidão toda vez que se mostrava em público. Isso, supostamente, os expôs a suspeitas no tribunal. Durante a visita, sua cunhada, a rainha Carlota do Reino Unido, aparentemente recusou-lhes algumas honras na corte, como saudações militares. Isso atraiu publicidade negativa para o casal real anfitrião. Durante as negociações trinta anos depois para o casamento de sua filha com o Príncipe de Gales, Augusta comentou com o negociador britânico, Lord Malmesbury, que a rainha Carlota não gostava dela e de sua mãe por causa do ciúme que datava da visita de 1764.
Augusta via a corte da sogra como chata e monótona, especialmente durante os meses de verão, quando o marido estava ausente no acampamento. Um retiro de verão foi construído para ela na parte sul de Brunsvique, onde ela poderia passar um tempo longe da corte, construído por Carl Christoph Wilhelm Fleischer e chamado Schloss Richmond para lembrá-la da Inglaterra. Em seu retiro, Augusta se divertia passando os dias comendo almoços pesados, fofocando e jogando cartas, muitas vezes recebendo convidados ingleses.
Seu casamento foi arranjado para fins dinásticos. No entanto, Augusta achou Carlos muito bonito e inicialmente ficou satisfeita com ele. Logo após o nascimento de sua primeira filha, ela escreveu: “Não há duas pessoas que vivam melhor juntas do que nós, e eu passaria por fogo e água por ele”, e notou-se que ela parecia não ter conhecimento de seus flertes em Londres.
Entre 1771 e 1772, Augusta visitou a Inglaterra a convite de sua mãe. Nesta ocasião, ela se envolveu em outro conflito com sua cunhada, a rainha Carlota. Ela não foi autorizada a viver em Carlton House ou no Palácio de St. James, apesar do fato de estar vazio na época, mas foi forçada a morar em uma pequena casa em Pall Mall. A rainha discordou dela sobre a etiqueta e se recusou a deixá-la ver seu irmão, o rei, sozinha. De acordo com Horace Walpole, o motivo foi ciúme por parte da rainha. Ela assistiu ao leito de morte de sua mãe durante sua segunda visita à Inglaterra e, ao retornar a Brunsvique, estendeu seu período de luto, o que acabou levando à sua aposentadoria da participação na vida da corte.
Quando sua irmã, a rainha Carolina Matilda da Dinamarca, foi condenada por adultério e exilada perto de Brunsvique em Celle, Augusta a visitava regularmente por semanas a fio, para desaprovação de seu marido e sogros.
Em 1777, Augusta anunciou ao marido que se aposentaria da vida na corte para supervisionar a educação de seus filhos e realizar estudos religiosos com o Bispo de Fürstenberg. O motivo foi sua desaprovação da relação entre Carlos e Luísa Hertefeld, a quem ele, em contraste com sua amante anterior, Maria Antonia Branconi, havia instalado como sua amante real oficial na corte de Brunsvique.
Em 1780, Carlos sucedeu seu pai como Duque de Brunsvique, e Augusta tornou-se assim Duquesa Consorte.

Dos quatro filhos de Augusta, os três mais velhos nasceram com deficiência. A princesa sueca Edviges Isabel Carlota a descreveu, assim como sua família, no momento de uma visita em agosto de 1799:
Nosso primo, o duque, chegou imediatamente na manhã seguinte. Como um notável militar, ele conquistou muitas vitórias, é espirituoso, literal e um conhecido agradável, mas cerimonial além da descrição. Diz-se que ele é bastante rigoroso, mas um bom pai da nação que atende às necessidades de seu povo. Depois que ele nos deixou, visitei a Duquesa Viúva, tia do meu consorte. Ela é uma senhora agradável, altamente educada e respeitada, mas agora tão velha que quase perdeu a memória. Dela continuei até a duquesa, irmã do rei da Inglaterra e típica inglesa. Ela parecia muito simples, como a esposa de um vigário, tenho certeza que tem muitas qualidades admiráveis e são muito respeitáveis, mas completamente carente de boas maneiras. Ela faz as perguntas mais estranhas sem considerar quão difíceis e desagradáveis podem ser. Tanto a princesa hereditária quanto a princesa Augusta — irmã do soberano duque — veio até ela enquanto eu estava lá. A primeira é encantadora, suave, adorável, espirituosa e inteligente, não uma beleza, mas ainda assim muito bonita. Além disso, diz-se que ela é admiravelmente gentil com seu consorte chato. A princesa Augusta é cheia de humor e energia e muito divertida. [...]
A Duquesa e as Princesas me seguiram até Richmond, a casa de campo da Duquesa um pouco fora da cidade. Era pequena e bonita com um lindo parquinho, tudo em estilo inglês. Como ela mesma mandou construir a residência, diverte-a mostrá-la aos outros. [...]

Os filhos do casal Ducal são um tanto peculiares. O Príncipe Hereditário, gorducho e gordo, quase cego, estranho e esquisito — para não dizer imbecil — tenta imitar o pai, mas apenas se torna artificial e desagradável. Ele fala continuamente, não sabe o que diz e é insuportável em todos os aspectos. Ele é acomodado, mas pobre, ama sua consorte a ponto de adorar e é completamente governado por ela. O outro filho, o príncipe Jorge, é a pessoa mais ridícula que se possa imaginar, e tão tolo que nunca pode ficar sozinho, mas sempre acompanhado por um cortesão. O terceiro filho também é descrito como original. Eu nunca o vi, pois ele serviu com seu regimento. O quarto é o único normal, mas também atormenta seus pais por seu comportamento imoral.

## Vida tardia
Em 1806, quando a Prússia declarou guerra à França, seu marido, o Príncipe de Brunsvique-Volfembutel, com 71 anos na época, foi nomeado comandante-chefe do exército prussiano. Em 14 de outubro do mesmo ano, na Batalha de Jena, Napoleão derrotou o exército prussiano, e no mesmo dia, na Batalha de Auerstadt, o príncipe foi gravemente ferido, morrendo poucos dias depois. Augusta, com o Príncipe e a Princesa Hereditários, fugiram para Altona, onde estiveram presentes ao lado de seu marido moribundo. Por causa do avanço do exército francês, eles foram aconselhados pelo embaixador britânico a fugir e partiram pouco antes da morte do príncipe.
Eles foram convidados para viverem na Suécia pelo cunhado da Princesa Hereditária, o rei Gustavo IV Adolfo da Suécia. No entanto, Augusta preferiu ficar no ducado de Augustenborg, onde seu sobrinho era soberano. Ela permaneceu lá com sua sobrinha, a Duquesa de Augustenborg, filha de sua irmã, a falecida rainha Carolina Matilda da Dinamarca, até que seu irmão Jorge III do Reino Unido finalmente cedeu em setembro de 1807 e permitiu que Augusta fosse a Londres. Lá ela residia em Montagu House, em Blackheath, Greenwich, com sua filha, a Princesa de Gales, mas logo Augusta se desentendeu com ela e comprou a casa ao lado, Brunswick House. Augusta viveu seus dias lá e morreu em 1813 aos 75 anos.

## Descendência
| Nome                                                               | Nascimento             | Morte                  | Notas |
| ------------------------------------------------------------------ | ---------------------- | ---------------------- | --- |
| Augusta de Brusvique-Volfembutel                                   | 3 de dezembro de 1764  | 27 de setembro de 1788 | Casou-se em 15 de outubro de 1780 com Frederico I de Württemberg, com descendência incluindo Guilherme I de Württemberg. |
| Carlos Jorge de Brusvique-Volfembutel                              | 8 de fevereiro de 1766 | 20 de setembro de 1806 | Casou-se em 14 de outubro de 1790 com a Princesa Luísa Guilhermina de Orange-Nassau; Sem descendência. |
| Carolina de Brusvique                                              | 17 de maio de 1768     | 7 de agosto de 1821    | Casou-se com seu primo Jorge IV do Reino Unido; Com descendência Carolina foi mãe da Princesa Carlota de Gales, que morreu prematuramente. |
| Jorge Guilherme de Brunsvique-Volfembutel                          | 27 de junho de 1769    | 16 de setembro de 1811 | Declarado inválido, foi excluído da linha de sucessão. |
| Augusto de Brunsvique-Volfembutel                                  | 18 de agosto de 1770   | 18 de dezembro de 1822 | Declarado inválido, foi excluído da linha de sucessão. |
| Frederico Guilherme, Duque de Brunsvique-Volfembutel               | 9 de outubro de 1771   | 16 de junho de 1815    | Casou-se em 1 de novembro de 1802 com a Princesa Maria de Baden entre suas irmãs estavam a princesa Luísa de Baden, esposa do czar Alexandre I da Rússia e a princesa Frederica de Baden, esposa do rei Gustavo IV Adolfo da Suécia. Com descendência. |
| Amélia Carolina Doroteia Luísa, Princesa de Brunsvique-Volfembutel | 22 de novembro de 1772 | 2 de abril de 1773     | Morreu prematuramente. |

## Títulos e estilos
- 31 de julho de 1737 – 16 de janeiro de 1764: Sua Alteza Real Princesa Augusta
- 16 de janeiro de 1764 – 26 de março de 1780: Sua Alteza Real A Duquesa Hereditária de Brunsvique-Luneburgo, Princesa da Grã-Bretanha e Irlanda, Princesa de Hanôver
- 26 de março de 1780 – 10 de novembro de 1806: Sua Alteza Real A Duquesa de Brunsvique-Luneburgo
- 10 de novembro de 1806 – 23 de março de 1813: Sua Alteza Real A Duquesa Viúva de Brunsvique-Luneburgo

## Genealogia
| Augusta Carlota de Gales | Pai: Frederico, Príncipe de Gales | Avô paterno: Jorge II da Grã-Bretanha             | Bisavô paterno: Jorge I da Grã-Bretanha                    |
| Augusta Carlota de Gales | Pai: Frederico, Príncipe de Gales | Avô paterno: Jorge II da Grã-Bretanha             | Bisavó paterna: Sofia Doroteia de Brunsvique-Luneburgo     |
| Augusta Carlota de Gales | Pai: Frederico, Príncipe de Gales | Avó paterna: Carolina de Ansbach                  | Bisavô paterno: João Frederico de Brandemburgo-Ansbach     |
| Augusta Carlota de Gales | Pai: Frederico, Príncipe de Gales | Avó paterna: Carolina de Ansbach                  | Bisavó paterna: Leonor Edmunda de Saxe-Eisenach            |
| Augusta Carlota de Gales | Mãe: Augusta de Saxe-Gota         | Avô materno: Frederico II de Saxe-Gota-Altemburgo | Bisavô materno: Frederico I, Duque de Saxe-Gota-Altemburgo |
| Augusta Carlota de Gales | Mãe: Augusta de Saxe-Gota         | Avô materno: Frederico II de Saxe-Gota-Altemburgo | Bisavó materna: Madalena Sibila de Saxe-Weissenfels        |
| Augusta Carlota de Gales | Mãe: Augusta de Saxe-Gota         | Avó materna: Madalena Augusta de Anhalt-Zerbst    | Bisavô materno: Carlos de Anhalt-Zerbst                    |
| Augusta Carlota de Gales | Mãe: Augusta de Saxe-Gota         | Avó materna: Madalena Augusta de Anhalt-Zerbst    | Bisavó materna: Sofia de Saxe-Weissenfels                  |